# Megacyllene comanchei
Megacyllene comanchei är en skalbaggsart som beskrevs av Rice och Morris 1992. Megacyllene comanchei ingår i släktet Megacyllene och familjen långhorningar. Inga underarter finns listade i Catalogue of Life.